# Emerge
La commande et outil emerge, sous Gentoo, est le cœur du système de gestion des paquets, connu sous le nom de Portage. Elle possède de nombreuses options permettant notamment de chercher des paquets, de les installer et de les désinstaller. Le programme a été écrit en python. emerge est l'utilitaire le plus important pour accéder aux paramètres de Portage à partir des lignes de commandes.
Le programme téléchargera le code source d'une application spécifiée, ainsi que toutes les applications ou bibliothèques nécessaires pour satisfaire les dépendances. Une fois que le téléchargement a été effectué, tout est compilé à partir des sources. Les paramètres de compilation peuvent être optimisés, en étant basés sur les spécificités d'un seul ordinateur. L'utilitaire emerge compilera et préinstallera les applications dans un environnement restreint de type Sandbox, avant de les installer réellement sur le système.

## Options
Parmi les principales options, on trouve :
- emerge --sync permet de mettre à jour la liste des ebuilds.
- emerge --search nom permet de faire une recherche suivant le nom spécifié.
- emerge nom_du_paquet installera le paquet, ainsi que les dépendances éventuelles.
- emerge --pretend nom_du_paquet affichera tous les programmes qui seront installés : nom_du_paquet et ses dépendances. Cette commande n'effectue aucune installation.
- emerge --unmerge nom_du_paquet désinstalle le paquet.

Un des désavantages majeurs d'emerge est que, si l'on désinstalle un programme, les dépendances liées ne le seront pas. Toutefois, en utilisant
emerge --depclean, les dépendances non utilisées seront désinstallées.

## Fonction cachée
Les concepteurs ont dissimulé une fonction humoristique dans le code d'emerge : en tapant 
```
# emerge --moo
```

on obtient
```
  Larry loves Gentoo (Linux)
 _______________________
< Have you mooed today? >
 -----------------------
       \   ^__^
        \  (oo)\_______
           (__)\       )\/                
               ||----w |
               ||     ||
```

à la manière d'apt-get moo sous Debian.